# フランシスコ・ホセ・カラスコ
フランシスコ・ホセ・カラスコ（Francisco Carrasco、1959年3月6日 - ）は、スペイン・アルコイ出身の元サッカー選手、現サッカー指導者。スペイン代表であった。現役時代のポジションはミッドフィールダー（ウイング）。
9シーズンに渡ってFCバルセロナでプレーし、公式戦350試合以上に出場して10個のタイトルを獲得した。9年間に渡ってスペイン代表でプレーし、UEFA欧州選手権1980、UEFA欧州選手権1984、1986 FIFAワールドカップに出場した。

## 経歴

### 選手
アリカンテ県・アルコイに生まれたが、FCバルセロナの下部組織で育ち、1978-79シーズン途中にトップチームデビュー。創造的なドリブルを武器にリーガ・エスパニョーラや欧州カップ戦で活躍した。デビューシーズンのUEFAカップウィナーズカップでも輝きを見せ、決勝ではフォルトゥナ・デュッセルドルフ（ドイツ）を延長戦の末に破って優勝した。1984-85シーズンにはリーグ優勝を果たし、1985-86シーズンにはUEFAチャンピオンズカップで準優勝。バルセロナでは1989年までにリーグ戦262試合に出場して50得点近くを挙げた。1989年にディヴィジョン・アンのFCソショーに移籍し、3シーズンで71試合に出場。1992年にカタルーニャ州のUEフィゲレスで短期間プレーして現役引退した。
1979年4月4日、ルーマニアとの親善試合(2-2)でスペイン代表デビューした。1980年にはイタリアで開催されたUEFA欧州選手権1980に出場し、1984年にはフランスで開催されたUEFA欧州選手権1984に出場。1984年大会ではルーマニア戦(1-1)でPKによる得点を挙げ、準優勝したチームで全5試合に出場した。1986年にはメキシコで開催された1986 FIFAワールドカップのメンバーに選出されたが、ベスト8となったチームで1試合も出場機会がなかった。

### 指導者
現役引退後は指導者の世界に入り、2005-06シーズンはセグンダ・ディビシオン（2部）のマラガCF Bを率いたが、結局シーズン終了後にセグンダ・ディビシオンB（3部相当）降格となった。2007-08シーズンは下部リーグのレアル・オビエドを指揮した。

## タイトル

### クラブ
- FCバルセロナ

UEFAカップウィナーズカップ 優勝 : 1978–79, 1981–82, 1988–89
プリメーラ・ディビシオン 優勝 : 1984-85
コパ・デル・レイ 優勝 : 1980–81, 1982–83, 1987–88
スーペルコパ・デ・エスパーニャ 優勝 : 1995
コパ・デ・ラ・リーガ 優勝 : 1980–81, 1982–83, 1987–88
UEFAチャンピオンズカップ 準優勝 : 1985-86

### 代表
- スペイン代表
  - UEFA欧州選手権 準優勝 : 1984

## 個人成績

### 代表での得点
| #  | 日付           | 場所             | 相手           | スコア | 最終結果 | 大会                                    |
| -- | -------------- | ---------------- | -------------- | ------ | -------- | --------------------------------------- |
| 1. | 1983年5月15日  | タカリ           | マルタ         | 2–2    | 2–3      | UEFA欧州選手権1984予選                  |
| 2. | 1984年6月14日  | サンテティエンヌ | ルーマニア     | 0–1    | 1–1      | UEFA欧州選手権1984                      |
| 3. | 1984年10月17日 | セビージャ       | ウェールズ     | 2–0    | 3–0      | 1986 FIFAワールドカップ・ヨーロッパ予選 |
| 4. | 1987年4月1日   | ウィーン         | オーストリア   | 2–3    | 2–3      | UEFA欧州選手権1988予選                  |
| 5. | 1987年9月23日  | カステリョン     | ルクセンブルク | 1–0    | 2–0      | 親善試合                                |